# Francisco Varallo
Francisco Varallo, född 5 februari 1910 i La Plata, provinsen Buenos Aires, död 30 augusti 2010 i La Plata, provinsen Buenos Aires, var en argentinsk fotbollsspelare och landslagsspelare för Argentina. Han var den siste överlevande spelaren som spelade i den första VM-turneringen 1930.

## Klubbkarriär
Varallo spelade som ung för Club 12 de Octubre och Estudiantes de La Plata innan han 1928 gick till Gimnasia de La Plata. I Gimnasia debuterade han i en reservlagsmatch där han gjorde sitt lags alla nio mål i matchen som slutade 9-1. En vecka senare debuterade han i Primera División.
Efter VM 1930 köptes han upp av Boca Juniors. Där blev han kvar resten av sin karriär. Han blev argentinsk mästare tre gånger (1931, 1934 och 1935) och han vann skytteligan 1933 (Boca Juniors slutade tvåa den säsongen). Han gjorde hela 181 mål på 210 matcher vilket gör honom till Boca Juniors tredje främsta målskytt genom tiderna efter Martín Palermo och Roberto Cherro. Det var med just Cherro och Delfín Benítez Cáceres som han bildade en vass anfallstrio under nästan hela 1930-talet. Han missade nästan hela säsongen 1938 på grund av en knäskada och även om han kom tillbaka säsongen därpå valde han att lägga av med fotbollen 1940, endast 30 år gammal.

## Landslagskarriär
Varallo var med i den argentinska VM-truppen som deltog i VM 1930 i grannlandet Uruguay. Varallo spelade i alla tre gruppspelsmatcherna mot Frankrike, Mexiko och Chile. Han gjorde ett mål i matchen mot Mexiko som betydde att Argentina drygade ut sin ledning till 4-1 i den 53:e matchminuten, slutresultatet blev sedan 6-3 till Argentina. Argentina vann alla sina gruppspelsmatcher och gick vidare till semifinal. Där fick de möta USA. Den matchen missade Varallo dock på grund av en skada som han ådrog sig i matchen mot Chile. Argentina vann matchen mot USA med 6-1 och gick till finalen där de ställdes mot värdnationen Uruguay.
Skadan gjorde Varallos medverkan i finalen osäker ända in i det sista och beslutet att spela matchen tog han inte förrän efter ett fystest på morgonen samma dag. Efter första halvlek stod det 2-1 till Argentina, men i andra halvleken blev Varallo tvungen att kliva av planen efter att hans skada förvärrats och efter att ytterligare två argentinare fick gå av planen på grund av skada så klarade inte argentinarna av att med åtta man kvar på planen (byten fick inte göras på tiden) stå emot det uruguayanska trycket och hemmanationen vann till slut matchen med 4-2.
Efter VM 1930 spelade Varallo till och från i det argentinska landslaget till och med 1937 då han skadade sig i en match mot Chile. Den skadan tvingade honom två år senare att sluta spela fotboll. Innan dess hann han med att bli sydamerikansk mästare 1937. Han blev aldrig uttagen till den argentinska VM-truppen till VM 1934 i Italien. Varallo avled den 30 augusti 2010, 100 år gammal.